# 平方完成
平方完成（へいほうかんせい、英: completing the square）とは、二次式（二次関数）を式変形して {\displaystyle a(x-h)^{2}} の形を作り、一次の項を見かけ上なくすことである。この式変形は全ての二次式に可能で、一意に決まる。
{\displaystyle ax^{2}+bx+c=a(x-h)^{2}+k\quad (a\neq 0)}
{\displaystyle x-h} の {\displaystyle h} を除けば、つまり {\displaystyle x-h=t} と変換すれば
{\displaystyle at^{2}+k}
の形に帰着される。このことより、以下のことが導出できる：
- 二次方程式の解を求める（→二次方程式の解の公式）
- 二次関数のグラフの頂点の座標を求める
- 微分積分学で、冪指数に一次の項を含むガウス積分の計算
- ラプラス変換の計算

また、平方完成の考え方を応用して解く手法も見られる（#類似の手法）。

## 概観
二次式 {\displaystyle ax^{2}+bx+c\ (a\neq 0)} において、一次の項「{\displaystyle +\;\!\;\!bx}」があるのとないのでは、応用上の取り扱いが大きく異なる。
変数 {\displaystyle x} が {\displaystyle x-h} の形になる代わりに一次の項がなくなれば、{\displaystyle h} の違いだけで済むことができる。
ここでは、二次の係数（最高次係数）が 1 の場合とそうでない場合に分けてみる。
二次の係数（最高次係数）が 1 の場合
{\displaystyle x^{2}+bx+c}
の一次の項「{\displaystyle +\;\!\;\!bx}」をなくして {\displaystyle x^{2}} を {\displaystyle (x-h)^{2}} の形にする。
{\displaystyle (x-h)^{2}=x^{2}-2hx+h^{2}}
より、一次の係数を比較すると
{\displaystyle b=-2h}
{\displaystyle h=-{\frac {b}{2}}}
これにより、x2 + bx + c の平方完成は次の式になる：
{\displaystyle x^{2}+bx+c=\left(x+{\frac {b}{2}}\right)^{2}-{\frac {b^{2}}{4}}+c}
二次の係数（最高次係数）が 1 でない場合
{\displaystyle ax^{2}+bx+c\quad (a\neq 0)}
の一次の項「{\displaystyle +\;\!\;\!bx}」をなくして {\displaystyle x} を {\displaystyle x-h} にする。
二次の係数が 1 の場合で得られた等式
{\displaystyle x^{2}+bx=\left(x+{\frac {b}{2}}\right)^{2}-{\frac {b^{2}}{4}}}
を利用する。
{\displaystyle {\begin{aligned}ax^{2}+bx+c&=a\left(x^{2}+{\frac {b}{a}}x\right)+c\\&=a\left\{\left(x+{\frac {b}{2a}}\right)^{2}-\left({\frac {b}{2a}}\right)^{2}\right\}+c\\&=a\left(x+{\frac {b}{2a}}\right)^{2}-{\frac {b^{2}}{4a}}+c\\&=a\left(x+{\frac {b}{2a}}\right)^{2}-{\frac {b^{2}-4ac}{4a}}\end{aligned}}}
つまり、一次以上の項を二次の係数 a で括ることにより、二次の係数が 1 の場合を利用している。

## 二次形式の平方完成
1変数の二次式の平方完成を踏まえて、一般の n 変数二次式に対しても、平方完成ができる。例えば二変数なら
{\displaystyle ax^{2}+bxy+cy^{2}+dx+ey+f\quad (abc\neq 0)}
である。これは二次形式
{\displaystyle {\begin{pmatrix}x&y\end{pmatrix}}{\begin{pmatrix}a&{\frac {b}{2}}\\{\frac {b}{2}}&c\end{pmatrix}}{\begin{pmatrix}x\\y\end{pmatrix}}+{\begin{pmatrix}x&y\end{pmatrix}}{\begin{pmatrix}d\\e\end{pmatrix}}+f\quad (abc\neq 0)}
の形で書ける。
一般の n 変数二次式は、A を対称行列として
{\displaystyle {}^{t}xAx+{}^{t}xb+c={}^{t}(x-h)A(x-h)+k\quad \left(h=-{\frac {1}{2}}A^{-1}b,\quad k=c-{\frac {1}{4}}{}^{t}bA^{-1}b\right)}
で書ける。
A が対称でないときは h と k の式が
{\displaystyle h=-(A+{}^{t}A)^{-1}b,\quad k=c-{}^{t}hAh=c-{}^{t}b\,(A+{}^{t}A)^{-1}A\,(A+{}^{t}A)^{-1}b}
とやや一般になるが同じ式で書ける。

## 幾何学的解釈
二次方程式
{\displaystyle x^{2}+bx=a}
を平方完成により解くことを考える。この過程を、面積図で表すと次のようになる。
x2 は一辺が x の正方形の面積、bx は縦横が b, x の長方形の面積に等しい。面積 bx の長方形を2等分割して、長さ x の辺で正方形と貼り合わせる。すると、正方形の角が欠けた形になる。
欠けている角に一辺が b/2 の正方形を補うと、全体が正方形になる。したがって、両辺に (b/2)2 を加えると、平方 (x + b/2)2 が完成する。

## 類似の手法
平方完成とは、u2 + 2uv の形の式に第三項 v2 を加えて完全平方式を作る操作である。u2 + v2 が先に与えられていても、中間項 2uv または −2uv を加えることにより完全平方式を得ることができる。

### 相反式の平方完成
正の実数 x に対して、自身とその逆数の和は
{\displaystyle {\begin{aligned}x+{\frac {1}{x}}&=\left(x-2+{\frac {1}{x}}\right)+2\\[5pt]&=\left({\sqrt {x}}-{\frac {1}{\sqrt {x}}}\right)^{2}+2\end{aligned}}}
このように平方完成すると、正の数とその逆数の和は常に 2 以上であることが示される。

### 複二次式の因数分解
複二次式
{\displaystyle x^{4}+324}
を因数分解することを考える。この式は {\displaystyle (x^{2})^{2}+18^{2}} と見ることができるから、中間項 2(x2)(18) = 36x2 を考え、
{\displaystyle {\begin{aligned}x^{4}+324&=(x^{4}+36x^{2}+324)-36x^{2}\\&=(x^{2}+18)^{2}-(6x)^{2}\\&=(x^{2}+18+6x)(x^{2}+18-6x)\\&=(x^{2}+6x+18)(x^{2}-6x+18)\end{aligned}}}
と因数分解できる。

## 二次関数のグラフ
二次関数 {\displaystyle y=ax^{2}+bx+c\quad (a\neq 0)} の xy-座標平面におけるグラフは、平方完成することによりその様子がよく分かる。
関数式 {\displaystyle ax^{2}+bx+c} を平方完成して
{\displaystyle y=a(x-h)^{2}+k}
これのグラフは、放物線 {\displaystyle y=ax^{2}} を x軸方向に {\displaystyle h}、y軸方向に {\displaystyle k} 平行移動したものであると分かる。特に、頂点（停留点）があり、その座標は
{\displaystyle (h,k)}
であることが分かる。軸の方程式は
{\displaystyle x=h}
である。
a > 0 の場合、x = h で最小値 k をとる。
a < 0 の場合、x = h で最大値 k をとる。

## 応用

### 積分
不定積分
{\displaystyle \int {\frac {dx}{ax^{2}+bx+c}}}
の被積分関数に平方完成を適用すれば、より基本的な積分
{\displaystyle \int {\frac {dx}{x^{2}-a^{2}}}={\frac {1}{2a}}\ln \left|{\frac {x-a}{x+a}}\right|+C}
または
{\displaystyle \int {\frac {dx}{x^{2}+a^{2}}}={\frac {1}{a}}\arctan {\frac {x}{a}}+C}
に帰着できる（{\displaystyle C}は積分定数）。

### 複素数
z を複素数とするとき、
{\displaystyle |z|^{2}-b^{*}z-bz^{*}+c}
（b は複素数、c は実数）
（z*, b* はそれぞれ z, b の複素共役）
は常に実数である。このことは、複素数に対する恒等式 |u|2 = uu* を用いて、式を以下のように変形すると分かる：
{\displaystyle {\begin{aligned}|z|^{2}-b^{*}z-bz^{*}+c&=zz^{*}-b^{*}z-bz^{*}+bb^{*}-bb^{*}+c\\&=z(z^{*}-b^{*})-b(z^{*}-b^{*})-|b|^{2}+c\\&=(z-b)(z^{*}-b^{*})-|b|^{2}+c\\&=(z-b)(z-b)^{*}-|b|^{2}+c\\&=|z-b|^{2}-|b|^{2}+c\end{aligned}}}
別の例として、a, b, x, y を実数とするとき、
{\displaystyle ax^{2}+by^{2}}
は、a > 0, b > 0 のとき、複素数の絶対値の平方を用いて書くことができる。実際に、{\displaystyle z={\sqrt {a}}\,x+i{\sqrt {b}}\,y} と置けば
{\displaystyle {\begin{aligned}|z|^{2}&=zz^{*}\\&=({\sqrt {a}}\,x+i{\sqrt {b}}\,y)({\sqrt {a}}\,x-i{\sqrt {b}}\,y)\\&=ax^{2}+by^{2}\end{aligned}}}
となる。

### 冪等行列
正方行列 M が冪等とは M2 = M が成り立つことである。
{\displaystyle M={\begin{pmatrix}a&b\\b&1-a\end{pmatrix}}}
は、{\displaystyle a^{2}+b^{2}=a} ならば冪等行列である。平方完成により
{\displaystyle (a-{\tfrac {1}{2}})^{2}+b^{2}={\tfrac {1}{4}}}
M が実行列なら、これは ab-平面において中心 (1/2, 0)、半径 1/2 の円の方程式である。角度 θ を用いて書けば、
{\displaystyle M={\frac {1}{2}}{\begin{pmatrix}1-\cos \theta &\sin \theta \\\sin \theta &1+\cos \theta \end{pmatrix}}}
と媒介変数表示できる。